# Cyclophorus acrocarpus
Cyclophorus acrocarpus là một loài dương xỉ trong họ Polypodiaceae. Loài này được Christ & Giesenh. C. Chr. mô tả khoa học đầu tiên năm 1905.